# Christian Friedrich Rösler

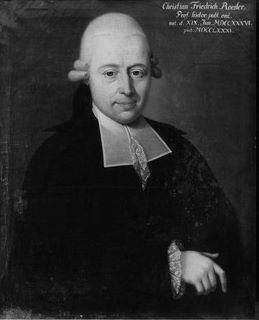
Porträt in der Tübinger Professorengalerie

Christian Friedrich Rösler (auch Roesler; * 19. Juni 1736 in Cannstatt; † 20. März 1821 in Tübingen) war ein deutscher Historiker, evangelischer Geistlicher und Hochschullehrer.

## Leben
Rösler war Sohn des Cannstatter Stadtschreibers Tobias David Rösler. Er besuchte ab 1751 die Klosterschule Blaubeuren und wechselte 1753 an die Klosterschule Bebenhausen, bevor er 1755 im Tübinger Stift aufgenommen und an der Universität Tübingen immatrikuliert wurde. Er erlangte dort 1757 die Magisterwürde im Bereich Philosophie und nahm das Studium der Theologie auf. 1760 bestand er das Konsistorialexamen. Nach kurzer Vikariatszeit kam er als Hofmeister in das Tübinger Haus der Grafen von Bentinck und 1763 als Repetent ans Tübinger Stift. Nochmals kurz ging er 1766 als Vikar nach Stuttgart, bevor er noch im selben Jahr als Diakon nach Vaihingen an der Enz kam. In dieser Zeit begann er seine schriftstellerische Arbeit.
Rösler wurde 1777 als ordentlicher Professor der Geschichte nach Tübingen berufen. Er hatte als solcher viermal das Rektorat der Universität inne, so war er in den Jahren 1783/1784, 1791, 1797/1798 und 1802 Rektor. Im Jahr 1812 promovierte ihn die Theologische Fakultät zum Dr. theol. und die Frankfurter Gesellschaft für Geschichtskunde ernannte ihn in dieser Zeit zum Mitglied. Er galt als eifriger und beliebter Professor und konnte erst in den letzten Jahren aufgrund einer geschwächten Gesundheit nicht mehr vollständig seinen Lehrverpflichtungen nachkommen.

## Werke (Auswahl)
- Lehrbegriff der christlichen Kirche in den drei ersten Jahrhunderten, Frankfurt am Main 1773.
- Bibliothek der Kirchen-Väter, 10 Bände, Hertel, Leipzig 1776–1786.
- Thesium Inauguralium Pars Historica, Schramm, Tübingen 1778.
- Philosophia veteris ecclesiae de spiritu, Schramm, Tübingen 1783.